# Statsraad Lehmkuhl

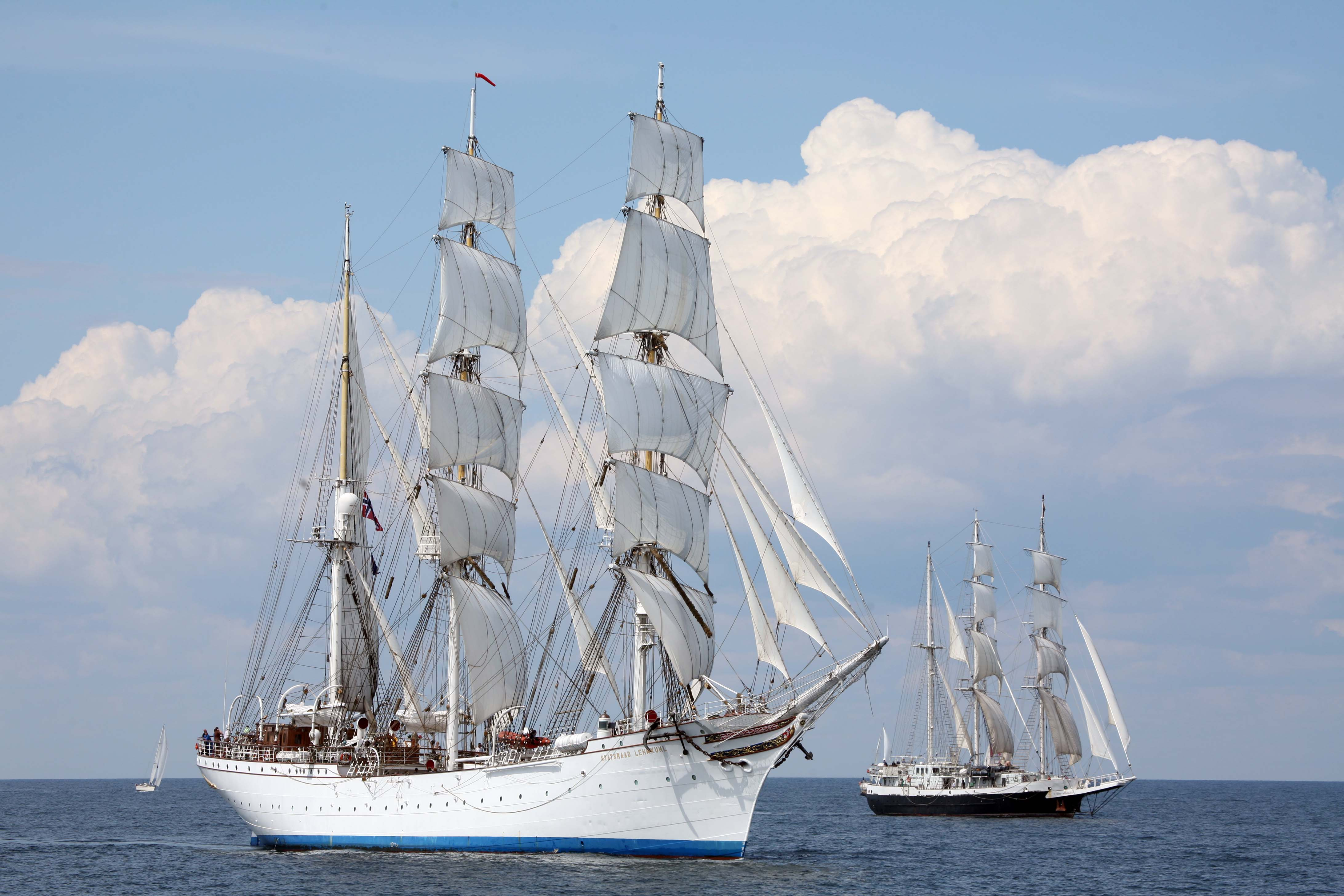
Statsraad Lehmkuhl und Lord Nelson bei den Tall Ships’ Races 2007

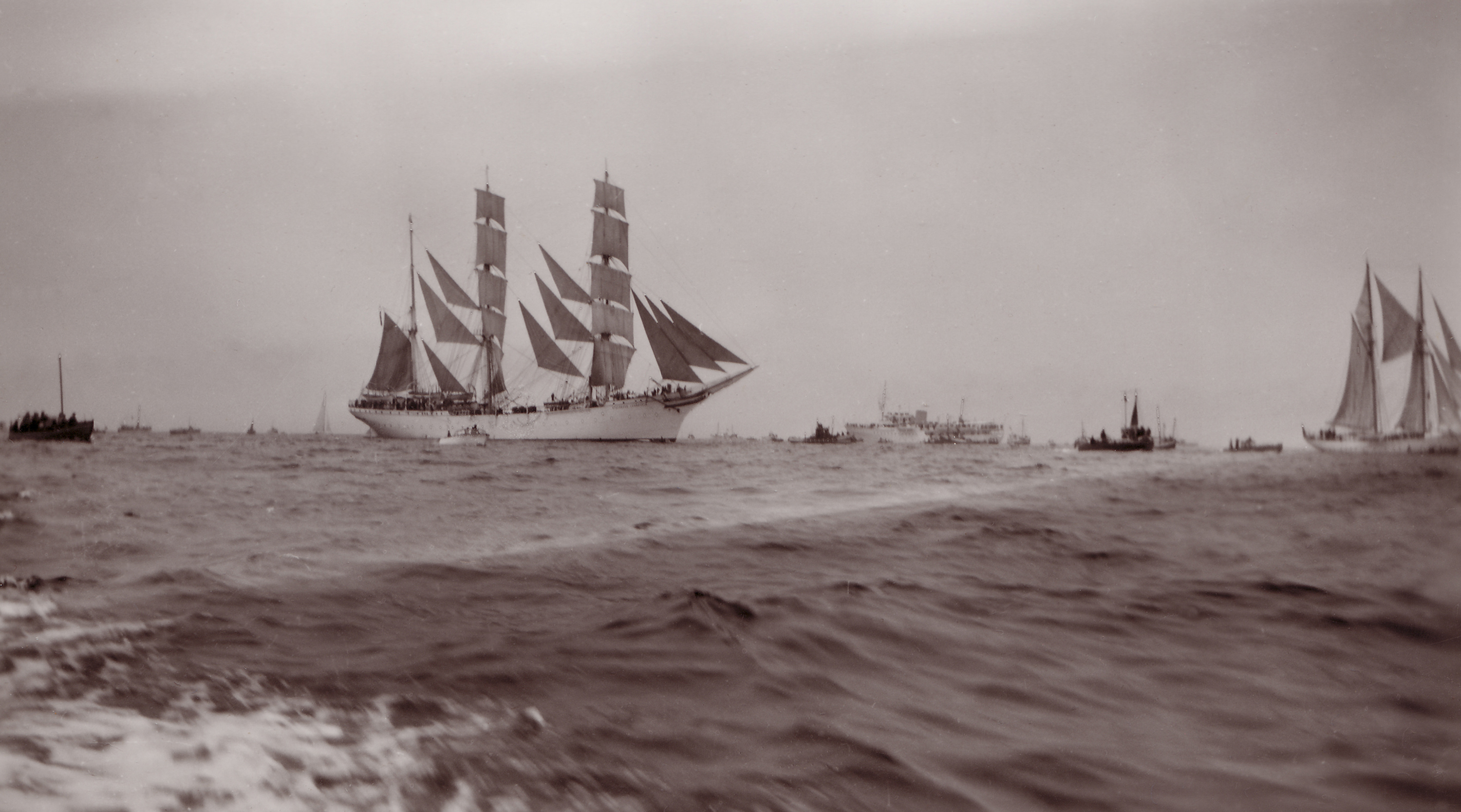
Statsraad Lehmkuhl unter vollen Segeln im Oslofjord, wohl Anfang der 1950er Jahre

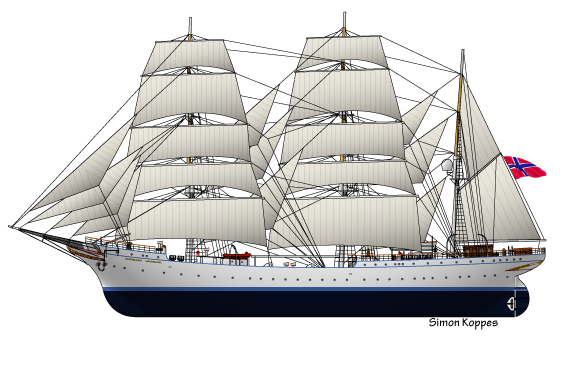
Zeichnung der Bark Statsraad Lehmkuhl

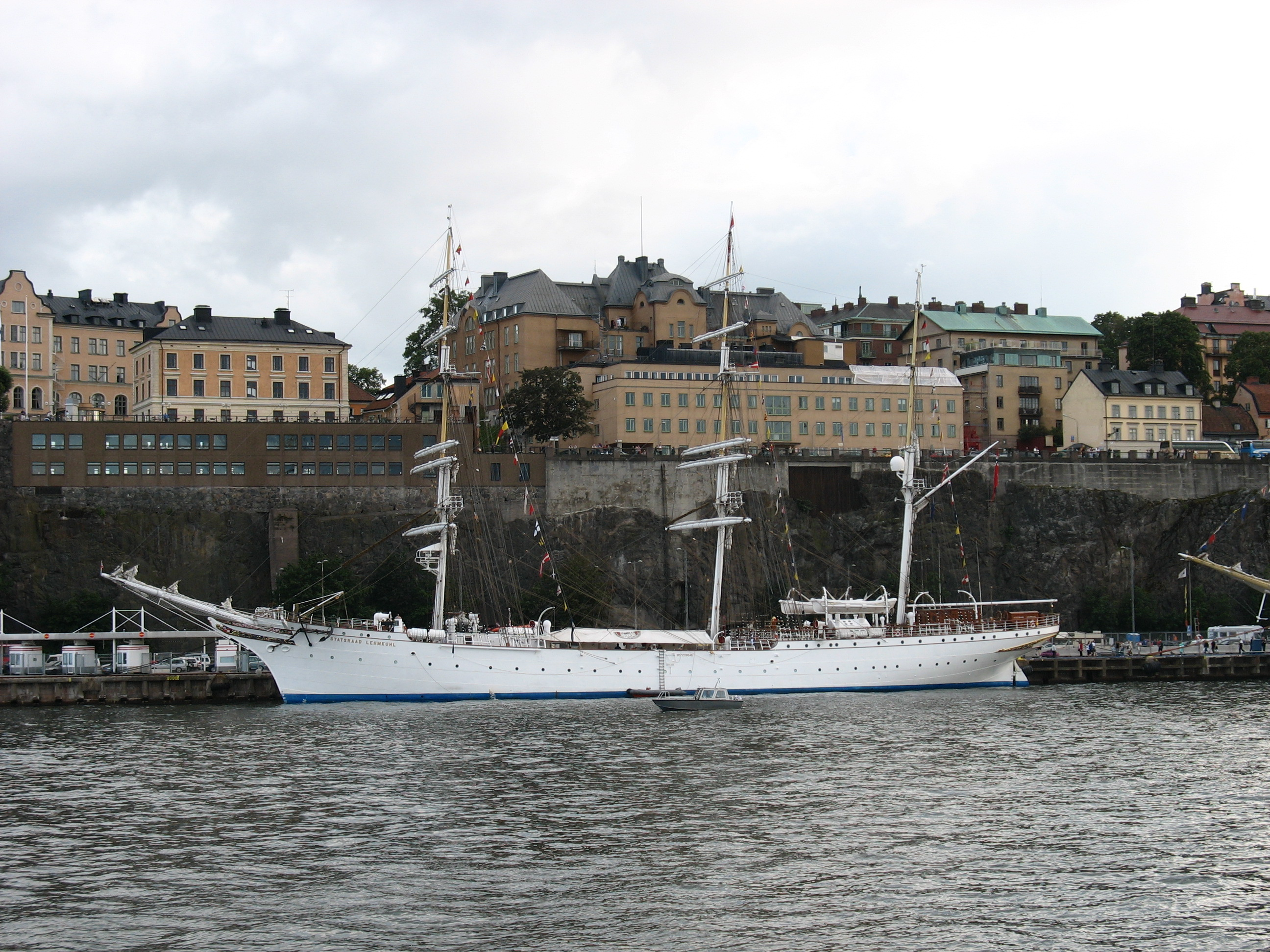
Statsraad Lehmkuhl am Pier in Stockholm in Vorbereitung auf die Tall Ships’ Races 2007

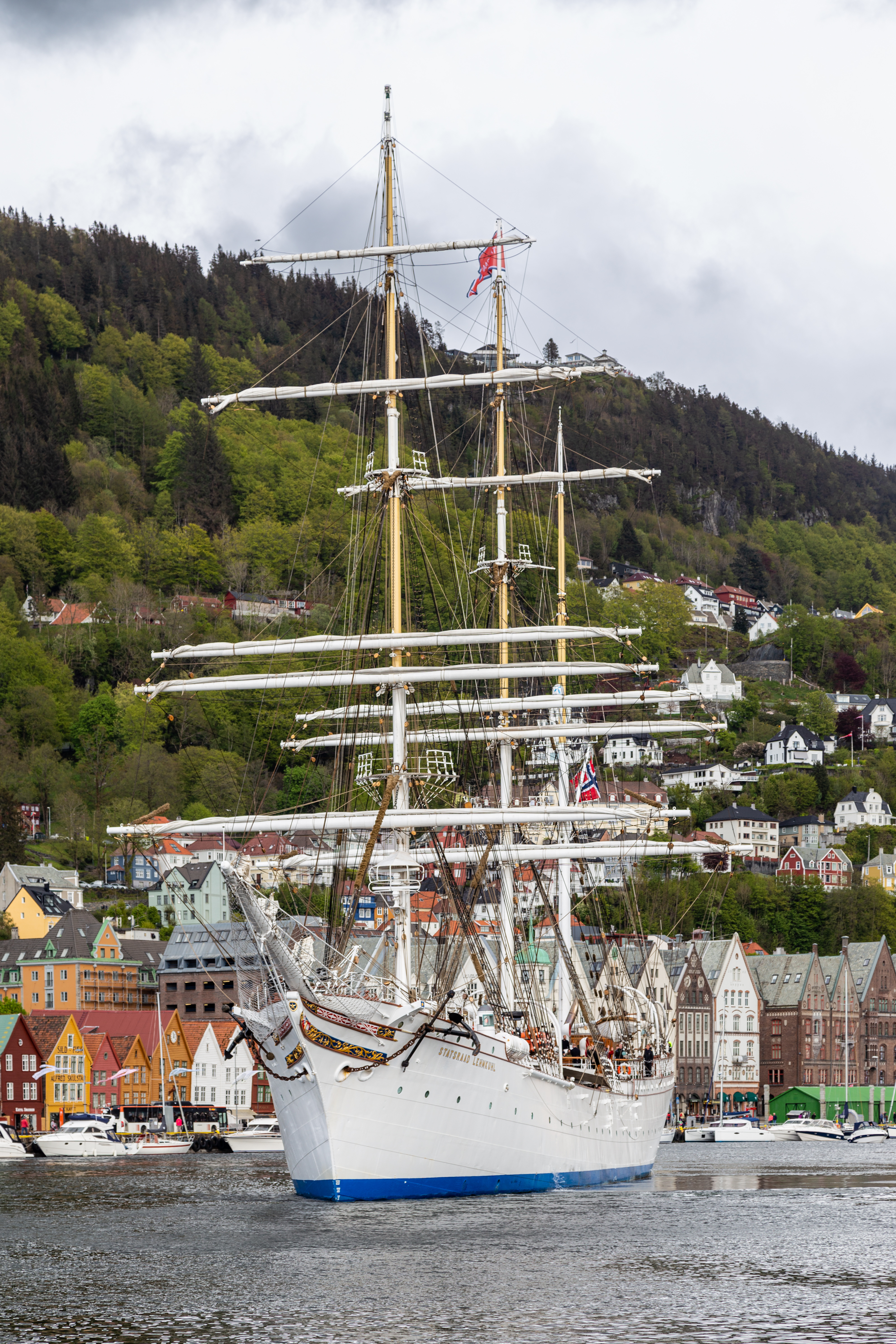
Statsraad Lehmkuhl in Bergen

Die Statsraad Lehmkuhl ist eine stählerne Bark, die 1914 als Segelschulschiff Großherzog Friedrich August für den „Deutschen Schulschiff-Verein“ (gegründet 1900) auf der Werft von Joh. C. Tecklenborg in Geestemünde gebaut wurde. Sie wurde damals nach dem oldenburgischen Großherzog Friedrich August II. benannt und trägt nun den Namen des früheren Staatsrats Lehmkuhl. Bei Chartereinsätzen als Schulschiff für die Königliche Norwegische Marine (Kongeleg Norsk Marine, KNM) fährt es unter deren Flagge als KNM Statsraad Lehmkuhl.
Heimathafen ist die norwegische Hafenstadt Bergen.

## Geschichte
Das Schiff wurde am Vorabend des Ersten Weltkriegs in Dienst gestellt und zeigte bald gute bis sehr gute Segeleigenschaften bei starkem Wind. Von 1914 bis 1918 führte Kapitän Richard Dressler das Schulschiff. Kriegsbedingt konnten nur wenige Fahrten unternommen werden. Die Bark gelangte 1919 als Reparationszahlung nach England. 1923 wurde sie vom Norges Rederforbund (Norwegens Reederverband) für 425.000 Kronen auf Initiative ihres späteren Namensgebers Kristofer Didrik Lehmkuhl erworben und nach Bergen überführt. Die Namensgebung Statsraad Lehmkuhl erfolgte aus Anerkennung für dessen hervorragende Staatsdienste und den Einsatz für den Ankauf des Schiffs.
Nach Ausrüstung für eine mehrmonatige Fahrt ging das Schiff an die Bergens Skolskib Stiftelsen („Bergener Schulschiffstiftung“), die sie bis 1966 als Schulschiff betrieb. Während des Zweiten Weltkriegs, nach Beschlagnahmung durch deutsche Truppen, hieß sie kurzfristig Westwärts und wurde als Depotschiff verwendet.
1946 wurde sie nach Rückübereignung an Norwegen und Überholung wieder eingesetzt. Zwanzig Jahre später, 1966, musste das Schiff trotz finanzieller Hilfe seitens des Staates aufgelegt werden (steigende Unterhaltungskosten, rückläufige Kadettenzahl). Da ein Verkauf ins Ausland drohte, gelang es dem Reeder Hilmar Reksten, das Segelschiff 1967 für Norwegen zu erhalten. Er betrieb das Schulschiff zwischen 1968 und 1972 auf eigene Rechnung. Wegen Kürzung der staatlichen Unterstützung wurde die Statsraad Lehmkuhl erneut im Hafen von Bergen stillgelegt.
Es wurde die Stiftelsen Seilskipet Statsraad Lehmkuhl (Stiftung Segelschiff Statsraad Lehmkuhl) gegründet, die 1978 das Schiff übernahm und bis heute betreibt. Durch Verchartern an verschiedene interessierte Organisationen und später durch eigenarrangierte Fahrten trägt sich das Schiff. Unter anderem charterte die Deutsche Marine erstmals das Schiff im September 2000 mit norwegischer Stammbesatzung, um die seemännische Grundausbildung der 120 Offizieranwärter durchführen zu können, während das eigene Segelschulschiff, die Gorch Fock, in der Elsflether Werft zur Generalüberholung lag. Während des Winters 1997/1998 wurden in der Laksevåg-Werft in Bergen umfangreiche Restaurierungsarbeiten einschließlich modernster und notwendiger Schiffssicherheitmaßnahmen durchgeführt, dies unter Beibehaltung des ursprünglichen Erscheinungsbildes.
Im Jahre 2019 wurde das Schiff von Diesel- auf Hybridantrieb umgerüstet. Die Umrüstung erfolgte durch das Unternehmen Kongsberg, welches 2018 auch die Rolls-Royce Commercial Marine übernommen hatte. Während das Segelschiff vom Wind vorangetrieben wird, lässt sich die 370-kWh-Batteriebank aufladen. Wenn die Segel bei Flaute nicht mehr genügend Energie liefern, kann die Batteriebank für den Antrieb der Schiffsschrauben verwendet werden. Der Dieselmotor des Schiffes wird somit nicht mehr benötigt. Die Batterien werden auch zur Energieversorgung der Schiffsinstrumente, der Beleuchtung und der Kombüse verwendet.
Die Statsraad Lehmkuhl war vom 6. Juli bis 15. August 2021 in einer Marathon-Fernsehsendung zu sehen, als sie vom Nordkap nach Arendal fuhr und mehrere Häfen entlang der norwegischen Küste anlief. Am 20. August 2021 startete die Statsraad Lehmkuhl von Arendal zu einer 19 Monate dauernden Weltumrundung. Diese Weltreise wurde als One Ocean Expedition bekannt. Ziel dieser Expedition war es, Aufmerksamkeit zu schaffen und Wissen über die entscheidende Rolle des Ozeans für eine nachhaltige Entwicklung in einer globalen Perspektive zu vermitteln. Die Reise sollte zudem an die Challenger-Expedition (1872–1876) erinnern und anknüpfen. Dabei legte das Schiff über 55.000 Seemeilen zurück und lief 36 Häfen weltweit an. Die Rückkehr in den Heimathafen Bergen fand am 15. April 2023 statt.

## Bei Segeltreffen
Das über 100 Jahre alte Schiff nahm und nimmt an verschiedenen internationalen Segeltreffen mit Erfolg teil (1. Platz Oslo-Ostende (Belgien) 1960, Newcastle upon Tyne-Bergen 1993, Larvik (Norwegen) – Esbjerg (Jütland, Dänemark) 1993, Aberdeen-Trondheim 1997) und gewann die „Bosman Sailors’ Trophy 2004“.
Einige Platzierungen bei Regatten:
- 1960 – 1. Platz Oslo – Ostende
- 1964 – 6. Platz Lissabon – Bermuda
- 1966 – 3. Platz Falmouth (Cornwall) – Skagen
- 1970 – 2. Platz Plymouth – Teneriffa
- 1993 – 1. Platz Newcastle upon Tyne – Bergen
- 1993 – 1. Platz Larvik – Esbjerg
- 1997 – 1. Platz Aberdeen – Trondheim
- 1997 – 3. Platz Stavanger – Göteborg
- 2004 – 4. Platz Stavanger – Cuxhaven
- 2007 – 1. Platz Aarhus – Kotka
- 2013 – 1. Platz Aarhus – Helsinki
- 2016 – 1. Platz Antwerpen – Lissabon
- 2016 – 1. Platz Lissabon – Cadiz

## Schiffsdaten
- Konstruktion: Stahlrumpf als Glattdecker mit großer Back und Poop (Schulschiffaufbau)
- Rigg: Bark mit dopp. Mars-, einf. Bramsegeln, Royalsegel; Untermasten m. Mars- / Bramstengen, Besanmast mit Stenge, 1 Gaffel
- Mastfolge: Fock-, Groß- und Besanmast (deutsche Standardbenennung)
- Anzahl der Decks: 2 durchgehende Stahldecks, partielle Decks (Stahl/Holz) als Poop und Back; oberste Decks mit Teakholz beplankt
- Stapellauf: 14. Januar 1914
- Werftnummer (Baunummer): 263
- Bauwerft: Joh. C. Tecklenborg A. – G., Bremerhaven
- Reederei: Deutscher Schulschiff-Verein
- weitere Reedereien: Bergens Skolskib Stiftelsen (1923); Hilmar Reksten (1968); Stiftelsen Seilskipet Statsraad Lehmkuhl (1978)
- weitere Namen: Statsraad Lehmkuhl (1923); Westwärts (1943); Statsraad Lehmkuhl (1945)
- Heimathafen: Oldenburg (Oldenburg) (1914); Bergen (1923)
- Galionsfigur: keine; stattdessen: Krulle (Volute)
- Länge über alles (Lüa): 98 m
- Länge Rumpflänge: 85,2 m (Galion-Heck)
- Länge an Deck: 81 m
- Länge in der KWL: 73,5 m
- Länge zwischen den Loten (LzL): 72 m
- Breite: 12,60 m
- Tiefgang: 5,20 m
- Vermessung: 1.701 BRT (Bruttoregistertonnen)
- Verdrängung: 1.516 t
- Segelfläche: 2.026 m²; (22 Segel: 10 Rah-, 6 Stag-, 4 Vorsegel, 2 Besane)
- Masthöhe: 53 m (Flaggenknopf – Kiel); 48 m (Flaggenknopf – Wasserlinie)
- Hilfsantrieb: Dieselmotor von 1.125 PS (11 kn)
- derzeitiger Kapitän: seit 1994 Marcus Albert Seidl
- Besatzung: 24 Mann Stamm und bis 180 Auszubildende
- Höchstgeschwindigkeit: 11 kn mit Motor / 17 kn unter Segel

## Sonstiges
- Im Vorspann der britischen Fernsehserie Die Onedin-Linie (1971–1980) ist die Statsraad Lehmkuhl zu der Titelmusik von Aram Chatschaturjan zu sehen (in den Staffeln 1 bis 5).
- 1917 wurde auf Initiative von Großherzog Friedrich August der Spielfilm Zwei blaue Jungen produziert, in dem Alwin Neuß Regie führte. Produzent war Erich Pommer. Es handelt sich hierbei um einen Werbe- und Propagandafilm. In dem Film sind seemännische Übungen zu sehen, die an Bord der Großherzog Friedrich August gedreht wurden.